# Higashiōmi

Higashiōmi (東近江市 Higashiōmi-shi?) este un municipiu din Japonia, prefectura Shiga.